# Korpikylä
Korpikylä is een dorp binnen de Zweedse gemeente Haparanda. Het dorp is gelegen aan de Riksväg 99 en de Torne die hier samen in het dal van de laatste liggen. Korpikylä had tussen 1916 en 1992 een stationnetje langs de spoorlijn Karungi-Övertorneå. Het dorp bestaat uit aantal kernen waaronder Södra Korpikylä, aan weg en rivier; een Korpikylä een weg en rivier; en Korpikylä alleen aan een bocht in de rivier.
Aan de overzijde van de Torne ligt het Finse Korpikylä zonder dat er een rechtstreekse verbinding tussen de dorpen is.
Alatalo · Barsk · Haparanda · Kangas · Kankaanranta · Karungi · Kattilasaari · Keräsjänkkä · Keräsjoki · Korpikylä · Korva · Kukkola · Lappträsk · Marielund · Mattila · Nikkala · Parviainen · Purra · Salmis · Seskarö · Säivis · Vojakkala · Vuono · Vittikko